# Adam Wilhelm Knuth (Gutsherr, 1854)

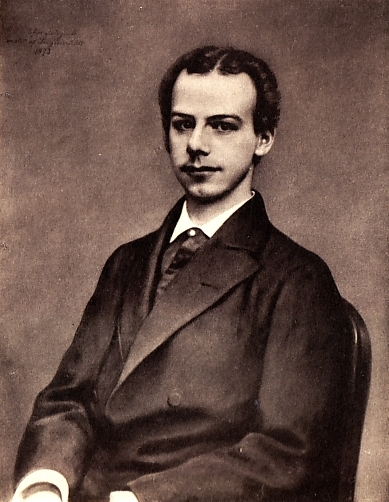
Adam Wilhelm Knuth

Lehnsgraf Adam Wilhelm Knuth-Knuthenborg, auch Adam Vilhelm Knuth til Grevskabet Knuthenborg (* 5. September 1854 auf Knuthenborg; † 22. Oktober 1888 auf Højstrup) war ein dänischer Kammerherr und Hofjägermeister.

## Leben
Knuth wurde 1854 als sechstes von sechs Kindern in das mecklenburgisch-dänische Grafengeschlecht Knuth geboren. Sein Vater war der erste dänische Außenminister Frederik Marcus Knuth, seine Mutter Karen war eine geborene Rothe. Als sein älterer Bruder Eggert Christopher kinderlos starb, übernahm er die Lehnsgrafschaft Knuthenborg.
Nachdem Knuth im Jahre nach seiner Frau gestorben war, wurde sein nur sechsjähriger Sohn Eggert Familienoberhaupt.

## Ehe und Nachkommen
Am 2. Dezember 1879 ließ Knuth sich mit Baroness Margarethe Christine Lucie Rosenørn-Lehn auf Hvidkilde (1859–1887), Tochter Baron Erik Christian Hartvig Rosenørn-Lehns und Polyxene Adelheid Louise Elise Pechlin von Löwenbachs, trauen. Am 30. Dezember 1887 starb Margarethe, nachdem ihr sechs Tage alter Sohn Frederik Marcus am Tage zuvor gestorben war.
Der Ehe entsprangen vier Kinder:
- Ida Margrethe Knuth-Knuthenborg (* 27. September 1880 in Bandholmsgaard; † 24. Januar 1944) ⚭ Graf Werner Ernst Carl Schimmelmann (1865–1941)[2]
- Eggert Christoffer Knuth-Knuthenborg (* 27. Februar 1882 in Bandholmsgaard; † 19. März 1920)[2]
- Erik Christian Hartvig Knuth-Knuthenborg (* 13. Dezember 1885 in Bandholmsgaard; † 15. Februar 1905 in Berlin)[2]
- Frederik Marcus Knuth-Knuthenborg (* 23. Dezember 1887 auf Knuthenborg; † 29. Dezember 1887 auf Knuthenborg)[2]

Alle Söhne trugen von Geburt an den Titel Graf („greve“), die Tochter trug den Titel Gräfin („komtesse“).

## Vorfahren
| Eggert Christopher Knuth Graf von Knuthenborg | Frederik Marcus Knuth Graf von Knuthenborg | Eggert Christopher Knuth Graf von Knuthenborg | Frederik Knuth Graf von Knuthenborg             |
| Eggert Christopher Knuth Graf von Knuthenborg | Frederik Marcus Knuth Graf von Knuthenborg | Eggert Christopher Knuth Graf von Knuthenborg | Juliane Marie Knuth, geb. von Møsting           |
| Eggert Christopher Knuth Graf von Knuthenborg | Frederik Marcus Knuth Graf von Knuthenborg | Karen F. Knuth, geb. Rosenkrantz              | Marcus Gjøe Rosenkrantz Erster Minister         |
| Eggert Christopher Knuth Graf von Knuthenborg | Frederik Marcus Knuth Graf von Knuthenborg | Karen F. Knuth, geb. Rosenkrantz              | Amaile Tugendreich Rosenkrantz, geb. von Barner |
| Eggert Christopher Knuth Graf von Knuthenborg | Karen Rothe                                | Carl Adolph Rothe                             | Tyge Jesper Rothe Bürgermeister von Kopenhagen  |
| Eggert Christopher Knuth Graf von Knuthenborg | Karen Rothe                                | Carl Adolph Rothe                             | Karen Rothe, geb. Bjørn                         |
| Eggert Christopher Knuth Graf von Knuthenborg | Karen Rothe                                | Benedicte Ulfsparre Rothe, geb. de Tuxen      | Louis de Tuxen Generalkriegskommissar           |
| Eggert Christopher Knuth Graf von Knuthenborg | Karen Rothe                                | Benedicte Ulfsparre Rothe, geb. de Tuxen      | Charlotta Elisabet de Tuxen, geb. Klingfelt     |